# Atyria boeta
Atyria boeta là một loài bướm đêm trong họ Geometridae.